# The Sims 2: Open for Business
The Sims 2: Open for Business este al treilea pachet de expansiune pentru jocul de simulare de viață The Sims 2, dezvoltat de Maxis și publicat de Electronic Arts. Lansat în martie 2006, acest pachet aduce o nouă dimensiune jocului prin introducerea posibilității ca Sims-ii să deschidă și să administreze propriile afaceri.

## Caracteristici principale
The Sims 2: Open for Business introduce o serie de caracteristici și mecanici noi care permit jucătorilor să creeze și să gestioneze afaceri de diferite tipuri. Printre acestea se numără magazine de vânzare cu amănuntul, restaurante, saloane de frumusețe și multe altele.

### Crearea și gestionarea afacerilor
- Proprietatea afacerilor: Sims-ii pot deține și administra propriile afaceri. Ei pot închiria sau cumpăra loturi comerciale unde să își construiască afacerea.
- Angajarea personalului: Jucătorii pot angaja alți Sims pentru a lucra în afacerea lor. Personalul poate fi instruit în diverse abilități, cum ar fi vânzările, casieria și serviciul clienți.
- Managementul afacerii: Afacerile pot fi gestionate prin intermediul unor meniuri și ferestre de management detaliate. Acestea permit jucătorilor să stabilească prețurile, să gestioneze stocurile și să promoveze afacerea.

### Tipuri de afaceri
The Sims 2: Open for Business permite jucătorilor să deschidă o gamă largă de afaceri, inclusiv, dar fără a se limita la:
- Magazine de vânzare cu amănuntul: Sims-ii pot vinde o varietate de produse, de la haine și jucării până la electronice și mobilă.
- Restaurante și cafenele: Aceste afaceri permit Sims-ilor să servească mâncare și băuturi clienților. Managementul include stabilirea meniului și angajarea bucătarilor și a ospătarilor.
- Saloane de frumusețe: Acestea oferă servicii precum coafura, machiajul și manichiura.
- Ateliere de meșteșuguri: Sims-ii pot crea și vinde obiecte de artizanat, cum ar fi jucării de lemn, roboți și flori.

### Abilități și sisteme noi
- Insigna de pricepere: Sims-ii pot câștiga insigne de pricepere în diverse domenii legate de afaceri, cum ar fi vânzările, floristica și meșteșugurile. Aceste insigne cresc eficiența Sims-ilor în sarcinile respective.
- Sistemul de loialitate a clienților: Clienții afacerilor pot deveni fideli dacă sunt satisfăcuți de produsele și serviciile oferite. Clienții fideli sunt mai dispuși să facă cumpărături și să recomande afacerea altor Sims.
- Vitrine și display-uri: Jucătorii pot folosi diverse vitrine și display-uri pentru a expune produsele în mod atrăgător. Acestea pot influența decizia de cumpărare a clienților.

## Mediul de joc
Expansiunea introduce un nou cartier, numit Bluewater Village, care este specializat în afaceri. Acesta include o serie de loturi comerciale preconstruite pe care jucătorii le pot folosi pentru a-și deschide propriile afaceri.

## Receptarea critică
The Sims 2: Open for Business a fost bine primit de critici și jucători deopotrivă. A fost lăudat pentru adăugarea unei noi dimensiuni de gameplay prin introducerea managementului afacerilor. Criticii au apreciat complexitatea și profunzimea mecanicilor de afaceri, precum și varietatea tipurilor de afaceri disponibile.

## Impact și influență
The Sims 2: Open for Business a avut un impact semnificativ asupra modului în care jucătorii interacționează cu jocul, oferind noi oportunități de storytelling și gameplay. Acesta a influențat ulterior dezvoltarea altor pachete de expansiune pentru The Sims 2, precum și pentru jocurile ulterioare din seria The Sims.

## Moștenire
The Sims 2: Open for Business rămâne un pachet de expansiune popular și influent în seria The Sims, aducând o dimensiune inovatoare prin posibilitatea de a deschide și gestiona afaceri. Cu o gamă variată de opțiuni și mecanici de gameplay, această expansiune continuă să fie apreciată de fanii seriei pentru complexitatea și profunzimea sa.